# Volkshochschule Ingolstadt
Die Volkshochschule Ingolstadt ist eine kommunale Bildungseinrichtung der Stadt Ingolstadt.

## Lage
Die ehemalige kurfürstlich bayerische Universitäts-Reitschule befindet sich in der Hallstraße 5 am Carraraplatz in direkter Nähe zum Herzogskasten.

## Programm
Veranstaltungen werden jährlich von rund 20.000 Bürgerinnen und Bürgern besucht. Dazu gehören die Bereiche der Erwachsenenbildung. Die Arbeitsfelder der Volkshochschule haben sich erweitert, wie etwa Sprachförderung von Migranten, Alphabetisierungsprogramme, modulare Weiterbildungskonzepte, Familienbildung oder Umweltbildung. Dazu kommen Grundlagen der Gartengestaltung, CO2-Sanierung eines Hauses oder biologisches Bauen.
Ehemalige Lehrer und Vortragende
- Alois Schölß (1905–1986), Maler, 1954–1982 Dozent für Zeichnen
- Michael Schölß, seit 1974 Dozent für Zeichnen und Kunstpädagoge
- Alfred Schickel (1933–2015), Historiker und Publizist

## Baugeschichte
Der zwischen 1690 und 1694 als Universitätsreitschule errichtete Hallenbau mit Satteldach wurde in den Jahren von 1982 bis 1983 durch die Architekten Alexander Freiherr von Branca, Florian Brand und Ernst Falkner zur Volkshochschule umgebaut. Dabei wurde die Reitschule entkernt und unterkellert, zwei Geschosse eingebaut und der historische Dachstuhl als Vortragssaal ausgebaut.
Die ehemalige Reithalle steht unter Denkmalschutz und ist im Denkmalatlas des Bayerischen Landesamtes für Denkmalpflege und in der Liste der Baudenkmäler in Ingolstadt eingetragen. Das barocke Bauwerk ist unter der Artikelnummer D-1-61-000-157 in der Denkmalliste Bayern eingetragen.